# ろくでなしCRUISE
｢ろくでなしCRUISE｣ (ろくでなしクルーズ) は、DJ TATSUTA feat.FUNKY MONKEY BABYSの楽曲。コンピレーションアルバム ｢JOY RIDE THE COMPILATION Vol.1｣ の11曲目に収録されている。
また、FUNKY MONKEY BABYSの1枚目のアルバム ｢ファンキーモンキーベイビーズ｣に収録されているのはアルバムバージョンでの収録となる。

## 詳細
1. ろくでなしCRUISE [3:32]
  - 作詞 : DJ TATSUTA 作曲 : FUNKY MONKEY BABYS